# عبد الرزاق السمرقندي
عبد الرزاق السمرقندي (816 - 887 هـ / 1413 - 1482 م) هو مؤرخ فارسي ورحالة جغرافي.
هو كمال الدين عبد الرزاق بن إسحاق السمرقندي. ولد في هراة ولكنه نسب إلى سمرقند لاقامته الطويلة بها. كان والده قد خدم في بلاط تيمور لنك وشاهرج كإمام وقاض.
أهم آثاره «مطلع السعدين ومجمع البحرين» والذي أتمه بين عامي 872 - 875 هـ.